# Вулкан (Marvel Comics)
Вулкан (англ. Vulcan), настоящее имя Гэбриэл Саммерс (англ. Gabriel Summers) — персонаж, суперзлодей комиксов издательства Marvel Comics, созданный Эдом Брубейкером и Тревором Хейрсином, впервые появляется на страницах комикса X-Men: Deadly Genesis № 1 (январь 2006). Младший брат Циклопа и Хавока.

## История публикаций
Вулкан впервые появился в комиксе X-Men: Deadly Genesis № 1, написанном Эдом Брубейкером, истории, издававшейся с января по июль 2006. Вулкан затем появился в истории «The Rise and Fall of the Shi’ar Empire», также написанной Брубекером, а также в Uncanny X-Men, в номерах с 475 по 486 (сентябрь 2006 — июль 2007).
После истории Брубекера в Uncanny X-Men Кристофер Йост принял эстафету в мини-серии X-Men: Emperor Vulcan (ноябрь 2007 — март 2008).
18 июля 2008 года на Marvel.com появилась новая заметка с изменённой обложкой Emperor Vulcan с фразой «Кто победит?», написанной поверх обложки, дополненная фразой «Оставайтесь подключёнными к Marvel.com и приготовьтесь к взрывному ответу в Сан-Диего на Комик-Коне!». Это было сделано, чтобы подготовить аудиторию к выходу War of Kings, и Вулканова сторона истории была описана в мини-серии Kingbreaker, написанной Йостом.

## Биография Вулкана

#### Детство
История Вулкана берёт начало в главном мире империи Ши’ар, где нерождённый ребёнок Кристофера и Кэтерин Саммерсов (родителей Циклопа и Хавока) ждал своего часа. Катерина была беременна, когда Саммерсы были похищены Д’Кеном, Маджестером империи Ши’ар. Нерождённый ребёнок, казалось бы, убит, когда безумный император, в отместку за попытку Корсара бежать, зарезали Кэтрин и убил её. Плод был вырезан из безжизненного тела Кэтрин и помещён в инкубационный ускоритель, который использовали для выращивания новых рабов, вырастив его до состояния подростка.
Посланный затем на Землю, чтобы стать рабом Эрика Красного, правой руки Императора на Земле, он сбежал и был найден Мойрой МакТаггерт, почти ничего не помня о том, кто он и откуда. Мойра взяла его в качестве подопечного и проинструктировала его об использовании его зарождающихся способностей. Он выбрал имя Гэбриэл, а своё прозвище «Вулкан» нашёл в книге римской мифологии. Чарльз Ксавьер опознал психический отпечаток Вулкана как схожий с отпечатком Циклопа. Он стал частью команды Людей Икс, сформированной Петрой, Дарвином и Свэй для спасения оригинальной команды Людей Икс с Кракоа. Ощущая угрозу от Вулкана, Кракоа послал человекоподобных вулканов разобраться с его командой, убив девушек, он оставил Дарвина и Вулкана умирать.

#### Смертельный генезис
С помощью умирающих товарищей Вулкан смог выжить. Пробудившись в наши дни из-за энергии мутантов в День М, он вернулся из своего космического изгнания, чтобы отомстить профессору Ксавьеру, убив при этом Банши, он также попытался убить Росомаху и похитил Рэйчел Саммерс и Циклопа.
Вулкан подсознательно использовал полученные от Петры и Свэй способности для манипуляции Людьми Икс и выяснил правду о загадке пропажи команды Людей Икс на Кракоа. Вулкан смог выманить профессора Ксавьера из укрытия, сразился с ним на глазах учеников, вынуждая его открыть им правду о том, что случилось с ним и его командой. Однако Ксавьер был неспособен сделать это, поскольку после Дня М он не являлся мутантом. В ярости Вулкан приказал Рэйчел соединить его разум с разумом Ксавьера, чтобы каждый смог увидеть события. С неохотой Рэйчел сделала так, и с профессором в качестве гида она смогла не только открыть правду, что именно произошло на Кракоа, но также распознать другое сознание в разуме Вулкана.
Так было выявлено, что Вулкан со своей командой спас Скотта от Кракоа (ранее считалось, что Кракоа сам отпустил Скотта, чтобы принести больше жертв), и Вулкан был способен причинить вред острову, что очень разозлило существо. Вулкан открыл Скотту, что они братья, и отослал его на самолёте, на котором они прилетели. Пока он был отключён, Циклоп наблюдал в ужасе, как живой остров убивает Вулкана и его команду. Свэй была первой — её разрубило пополам в районе торса. Её тело выпускало остатки своих сил, чтобы замедлить время вокруг них. Когда Петра сгорала, она рефлективно активировала свои силы и заключила команду в пещеру, созданную её способностями. Внутри неё Вулкан и Дарвин остались умирать. В попытке избежать смерти Дарвин преобразовал себя в энергию и связал себя с Вулканом, спасши тем самым обоих. Вместе с Кракоа они были запущены в космос силами Полярис и впали в состояние анабиоза. После предположительной смерти Вулкана и его команды Циклоп вернулся к профессору Ксавьеру в истерическом состоянии, виня себя в их смерти, и профессор подумал, что для всех будет лучше, если он сотрёт из памяти воспоминания о второй команде, чтобы избавить всех от агонии.
Таким образом, Вулкан оставался на Кракоа в покое, пока массивный выброс силы — результат Дня М — не пробудил его, вследствие чего он вернулся на Землю. Противостоя Людям Икс, он открыв правду о произошедшем между ним и Кракоа. Имея эту информацию, Чудо-Девочка проникла в разум Вулкана и выпустила подсознательную инертную форму Дарвина, которую Вулкан выпустил из своего тела. Используя эту возможность, Люди Икс напали на Вулкана, поскольку сочли его слишком опасным, чтобы отпускать одного. Но Вулкан легко отбил все атаки и покинул планету, отказавшись от Циклопа как от брата, и обратил свой взор в космос, ни на секунду не выпуская из головы видения смерти своей матери от рук Д’Кена, ища мести.

#### Расцвет и Закат Империи Ши’ар
Путешествуя по пространству Ши’ара, Вулкан узнал у экипажа, чей космический корабль он уничтожил, что Д’Кен находится в состоянии комы в течение многих лет после опыта в Кристалле М’Краан и теперь Лиандра Нерамани правит Ши’аром. Неустрашимый Вулкан продолжил свой поиск мести, напав на три из военных кораблей Ши’ара, и уничтожил два из них, тем самым показав своё превосходство команде оставшегося третьего корабля, который Вулкан подчинил себе. После достижения главного мира Ши’ар, Чандилара, корабль был окружён и получил приказ сдаться от Имперской Гвардии. Капитан корабля Вулкана дезинформировал его относительно истинной силы Гвардии в надежде использовать его как пешку в плане Вице-Канцлера К’Тора по восстановлению старой империи; в результате Вулкан не был готов к истинной мощи Гвардии, особенно их лидера, Гладиатора.
Вулкан убил несколько могущественных противников в схватке (Нейтрона, Космо, Смэшера и Импульса среди возможных многих других), но был сражён Гладиатором и заключён в тюрьму на луне. Он оставался узником до того момента, как агент Вице-Канцлера освободил его от оков и направил к другой клетке освободить Птицу смерти.
Вскоре после этого Птица смерти, став любовницей Вулкана, уговорила его отложить план мести. После этого Вулкан использовал свои способности, чтобы исцелить травмы Д’Кена. Благодарный Д’Кен попросил Вулкана жениться на Птице смерти. После свадьбы Вулкан бросил профессора Ксавьера в Кристалле М’Крон, убил Д’Кена и назвал себя Императором Ши’ара. Дарвин прыгнул в Кристалл следом за Ксавьером и вскоре вырвался из Кристалла вместе с ним. В ходе битвы Вулкан убил Корсара, утверждая, что у него нет отца, и виня его в смерти матери. Телепатические силы профессора были восстановлены Кристаллом, и теперь он, вместе с Ночным Змеем, Варпатчем, Дарвином и Хепзибой, были отослан обратно на Землю на взломанном Лиандрой компьютере. В это время Хавок, Чудо-Девушка, Полярис, Ч’од, Раза и Корвус сформировали новую команду Звёздосжимателей, стремящихся одолеть Гэбриэла (Вулкана) раз и навсегда и спасти остатки изувеченной Империи Ши’ар.

#### Император Вулкан
Гражданская война между силами Вулкана и лояльными свергнутой Лиандре разгоралась. Ведомые Хавоком и Звёздосжимателями, силы Лиандры постепенно свели на нет усилия Вулкана, войско которого страдало от дезертирства. Ши’ары, вопреки ожиданиям Вулкана, не были счастливы видеть чужака в роли своего правителя. Он был обескуражен таким приёмом, но Птица смерти убедила Вулкана, что его примут.
Беспокоясь о превосходстве повстанческого набега на Краю Пера, Вулкан и его флот напали на Звёздосжимателей из засады. Несмотря на это в разгар битвы его корабль, Молот, был уничтожен Сци’ар Тэл (переводится как «Смерть Ши’ар»). Вулкан и Гладиатор атаковали лидера Сци’ар Тэл и легко победили, после чего повстанцы отступили вглубь пространства Ши’ара.
Чудо-Девушка вступила в контакт со Старейшиной Сци’ар Тэл и открыла их истинное происхождение: Сци’ар Тэл изначально звались М’Крон. В далёком прошлом Ши’ар атаковали их, убили многих и поставили остальных перед выбором: бежать или умереть. В конце концов Ши’ар взяли под контроль планету, а также Кристалл М’Крон и объявили его священным даром божеств Шэрра и К’Итри.
М’Крон сменили название на Сци’ар Тэл и посвятили всю свою культуру и общество разрушению Империи Ши’ар. Однако позже читателю было открыто, что, подобно Ши’ар, Сци’ар Тэл обнаружили Кристалл М’Крон около 13 000 лет назад и уничтожили населявшие тогда планету виды и с тех пор окрестили планету «святой» — то же самое, что с ними сделали Ши’ар. С первой атакой они уничтожили Край Пера, транспортировав к нему для этого звезду.
Вулкан связался с Звёздосжимателями для заключения временного перемирия. Во время перемирия Ши’ар и Звёздосжиматели решили вывести из игры Окончательных (англ. Finality), таким образом представляя наибольшую угрозу для Сци’ар Тэл. Как только Хавок и Вулкан приняли решение уничтожить Окончательных, Старейшина Сци’ар Тэл попытался остановить их, но Вулкан, раскрыв источник силы Старейшины, перерубил связь между Старейшиной и его братьями, оставив Старейшину без си, и дезорганизовал Сци’ар. Отголоски битвы донеслись до Ши’ар, решивших атаковать не только Сци’ар, но также и Звёздосжимателей. Тем временем Вулкан взрывом запустил Хавока на солнце.
Вулкан решил использовать Окончательных для уничтожения Сци’ар Тэл, используя оружие, чтобы поместить звезду прямо посреди своего флота. Но тут вернулся Алекс и, используя поглощённую энергию солнца, решил покончить с Вулканом и его интригами. В ходе битвы Рэйчел и Корвус потерпели поражение в попытке остановить сигнал к атаке для Ши’ар. Имперская Гвардия Ши’ар закончила битву Алекса с Вулканом появлением с Звёздосжимателями в плену, угрожая убить их. Перед сдачей Алекс таки уничтожил Окончательных. С Алексом и Звёздосжимателями в плену Вулкан объявил, что он вернёт Империи Ши’ар её бывшую славу.

#### Divided We Stand
Вулкан появился на мониторе клетки Хавока в тюрьме и начал насмехаться над ним, рассказывая ему о событиях Комплекса Мессии (англ. Messiah CompleX). Он сказал, что все надежды рода мутантов, и ребёнка в частности, потеряны. Хавок разбил монитор со словами, что если один ребёнок смог родиться, то может родиться и другой, а значит, надежда есть всегда.

#### Люди Икс: Убийца королей
Чтобы расширить Империю Ши’ар, Вулкан начал агрессивную войну, оккупировав, помимо прочих рас, расу З’Нокс. Всё это время Вулкан был одержим идеей заставить Хавока признать его превосходство, но Хавок упорно сопротивлялся. Звёздосжиматели (англ. The Starjammers), а вместе с ними и Хавок, сбежали из заточения, едва не убив при этом Вулкана и жестоко изувечив Птицу смерти, но были вынуждены бежать в Империю Крии.

#### Война Королей
Вулкан начал внезапную атаку на Крии, теперь ведомых Чёрным Громом и Нелюдьми. Имперская Стража увела Лиандру, которую Вулкан планировал убить. Он был остановлен одним из его адмиралов словами, что это сделает из неё мученицу и побудит лояльные к ней фракции повернуться против него. Он также похитил Адама Варлока и атаковал его.
Вскоре Лиандра была убита при попытке отобрать власть у Вулкана. Незамедлительно вспыхнула гражданская война в Империи между фракциями, лояльными ей и Вулкану. Несмотря на советы Братства Хищников и адмиралов искать мира и восстановить на планетах порядок, Вулкан отказался их слушать и полетел на битву с Нелюдьми. Он нашёл Чёрного Грома с его Т-Бомбой. Веря в то, что Нелюди собираются уничтожить его империю, Вулкан вступил в битву с немым королём. Считается, что они оба умерли в результате взрыва, проделавшего дыру в ткани пространства и времени. После этого Гладиатор занял местно Вулкана как правителя Ши’ар.

## Силы и способности
Вулкан является мутантом со способностью мысленно управлять огромными количествами энергии. В добавление к управлению традиционными энергиями электромагнитного спектра Вулкан проявил способность управлять экзотическими видами энергий, такими как оптические лучи Циклопа, магическая энергия Адама Уорлока и Силой Новы.
Вулкан умеет вырабатывать свет, тепло, силовые поля и электричество. Может поглощать энергию различных типов, всех существующих энергетических источников. Также он может копировать и подавлять способности мутантов, выживать в вакууме открытого космоса и летать. За пределами атмосферы планеты скорость его полёта может достигать почти световой. Он может отслеживать энергетические отпечатки на межзвёздных пространствах, что он продемонстрировал, обнаружив трио звёздных кораблей. Он способен обходиться без еды долгое время за счёт поглощения энергии и генерировать защитные поля для путешествия меж звёзд. Вулкан может манипулировать электрическими сигналами в человеческом мозге и использовать силы других, манипулируя их источниками энергии, для этого он должен быть поблизости. Предел его способностей неизвестен, хотя он не может использовать телепатические способности Девочки-Чудо без её согласия. Вулкан также обладает возможностью переводить энергию в твёрдое состояние, симулируя при этом телекинез. Когда он использует силы, его глаза светятся. Он был определён как мутант уровня Омега в Uncanny X-Men № 483, его силы выросли до этого уровня за счёт поглощения энергий мутантов во время Дня М, как было сказано в Uncanny X-Men № 477.
Вулкан способен использовать психические способности для различных нужд. Несмотря на небольшой (если вообще имеющийся) опыт тренировок в использовании психических способностей, Вулкан способен полностью противостоять психическим манипуляциям или атакам гораздо более опытных телепатов, он даже осилил восстановление бывшего Императора Ши’ар Д’Кена из кататонии, что не могли ранее сделать самые могущественные и умелые телепаты всей Империи Ши’ар. Вулкан не обладает какими-либо врождёнными телепатическими способностями, но может манипулировать телепатическими энергиями других (что помогает в защите от внешних атак). В случае с Д’Кеном он использовал свои энергетические способности, чтобы реактивировать электрические соединения нейронов в мозге Д’Кена, повреждённые Кристаллом М’Крон.
Вулкан способен поглощать большие количества буквально любой формы энергии. К примеру, Вулкан обратил Адама Варлока в бегство, так как украл большинство его способностей за нескольких секунд. Способность Вулкана поглощать энергию хоть и велика, но имеет свой предел. Он оказался неспособен поглотить или отразить мощные атаки его брата Хавока (правда, в тот момент Хавок был сильнее обычного за счёт поглощения энергии солнца), которые оставили Вулкана изувеченным во власти брата. Хоть высококлассная энергетическая защита быстро опустошает его резервы, что было продемонстрировано во время битвы против звездолётов Ши’ар и позже против Имперской Гвардии, способность Вулкана манипулировать энергией не основана на энергетических резервах. Он может продолжать манипулировать внешними источниками энергии даже после опустошения внутренних резервов, хоть он и заметно слабее, когда это происходит. Тем не менее было показано, что он может легко победить во много раз превосходящие его по количеству корабли Ши’ар в таком состоянии.
После того как Кракоа проглотил Вулкана с командой, он поглотил способности своих товарищей Свэй, Петры и Дарвина, что дало ему возможность манипулировать временем, землёй и адаптироваться соответственно.
Все трое братьев Саммерс имеют схожие способности, так что они все могут поглощать определённые виды небесных энергий и перенаправлять эту энергию с помощью тела. Но в то время как Алекс и Скотт невосприимчивы к силам друг друга, они восприимчивы к силам Вулкана. Это может быть объяснено способностью Вулкана манипулировать фактически всеми формами энергии, в отличие от ограниченных возможностей его братьев. В настоящее время Вулкан классифицирован как мутант уровня омега.
Когда Вулкан не владеет способностями Дарвина, он уязвим так же, как и любой другой человек. Удары Чёрного Болта показали, что Вулкан способен истекать кровью и терять зубы, и даже во время битвы с Людьми Икс он показал восприимчивость к физическим атакам. Он может использовать свои энергетические способности, чтобы создавать энергетические поля и восстанавливать повреждённые/уничтоженные участки тела, и пределы этой способности не известны, поскольку Вулкан всё ещё вынужден носить протез глаза после удара Гладиатора.

## Другие версии

#### What If?
«Что если? Смертельный Генезис» исследует, что бы произошло, если бы Вулкан и его команда выжили в своём предприятии на Кракоа.
Другая история, «Что если? Восход и Закат Империи Ши’ар», рассматривает, что случилось бы с Империей Ши’ар, если бы Вулкан впитал энергию Кристалла М’Краан вместо профессора Ксавьера и стал Фениксом.

## Вне комиксов
- Вулкан кратко появился в мультсериале «Люди Икс ’97».

## Коллекционные издания
Сюжетные линии с участием Вулкана были собраны в книги в мягком переплёте:
- Deadly Genesis (200 страниц, тв. обл., август 2006, ISBN 0-7851-1961-2, мягк. обл., январь 2007, ISBN 0-7851-1830-6)
- Rise and Fall of the Shi'ar Empire (содержит Uncanny X-Men № 475-486, 312 страниц, август 2007, тв. обл., ISBN 0-7851-2515-9, мягк. обл., февраль 2008, ISBN 0-7851-1800-4)
- Emperor Vulcan (120 страниц, май 2008, ISBN 0-7851-2551-5)
- Road to War of Kings (содержит X-Men: Kingbreaker № 1–4, Secret Invasion: War of Kings, War of Kings Saga, 176 страниц, июнь 2009, ISBN 0-7851-3967-2)